# 冠山雀

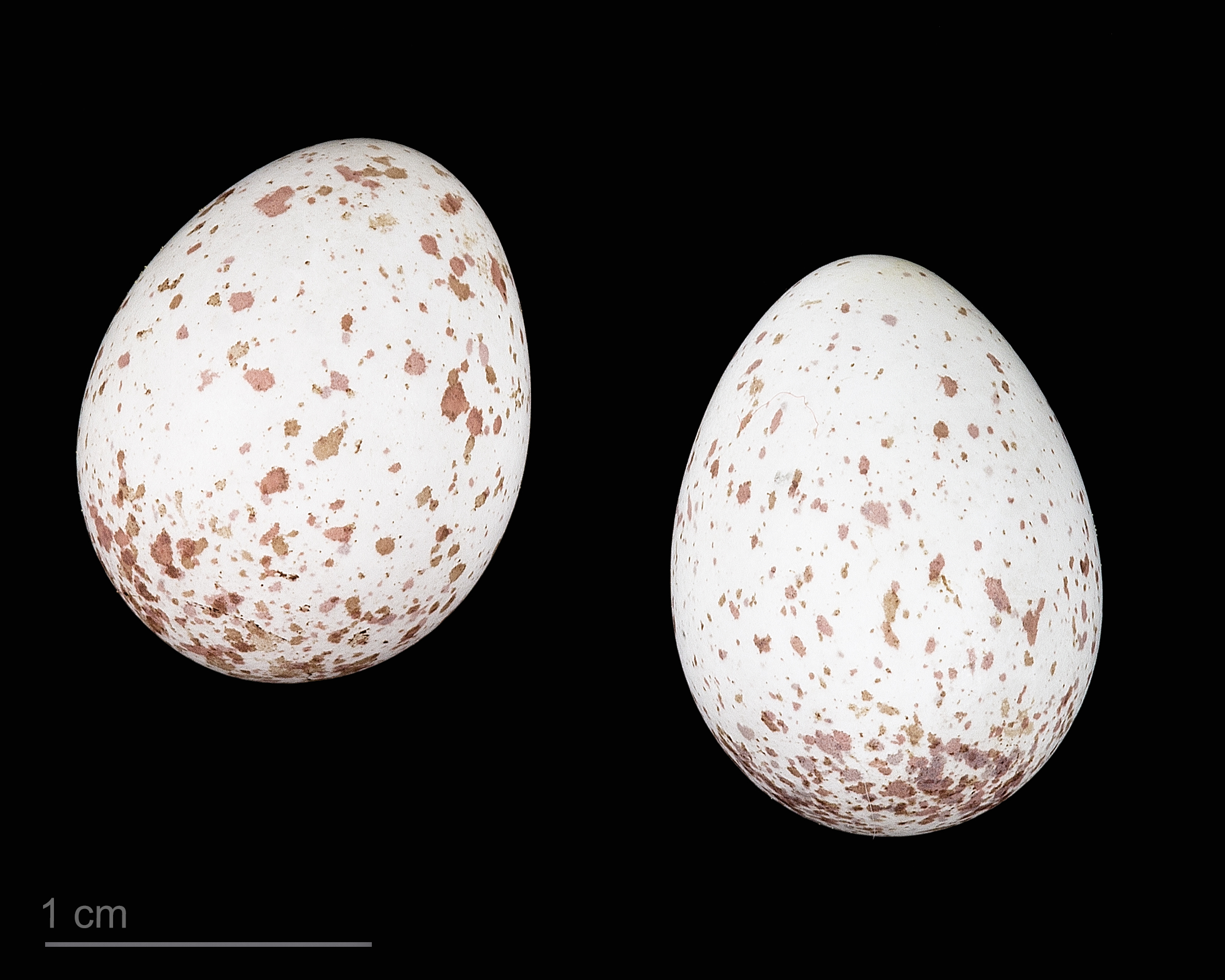
卵 Lophophanes cristatus

冠山雀（學名：Lophophanes cristatus）是一種山雀。牠們廣泛分佈在中歐及北歐的針葉林，與及法國和伊比利亞半島的落葉林中。在英國，牠們只限於蘇格蘭的松林中，一些流浪的曾在英格蘭出現。牠們是留鳥，並不會遷徙。

## 特徵
冠山雀很易辨認。牠有一個直立的冠，頂端彎曲，頸部獨特。牠們可以說話，平時像煤山雀般吱吱的叫（鳥鳴ⓘ）。

## 行為及食性
冠山雀會在殘株的穴上築巢。牠們經常在樹下覓食，很易發現。牠們會與其他的山雀一同生活。牠們主要吃昆蟲，包括毛蟲，及種子。

## 分類
冠山雀以往分類在山雀屬中，但現時則分類在Lophophanes中。

## 外部連結
- 冠山雀的影片
- 冠山雀的歌聲[永久]
- Ageing and sexing (PDF) by Javier Blasco-Zumeta